# Rubén Flores
Rubén Flores Hernández (Xalapa, 27 oktober 1969) is een Mexicaans dirigent en componist.

## Biografie

### Jonge jaren en opleiding
Flores werd geboren in de stad Xalapa op 27 oktober 1969. Hij begon zijn muziekstudies bij de maestro Antolín Guzmán Salazar in het Orquesta Típica de la escuela primaria Práctica Anexa a la Normal Veracruzana, waar hij leerling was, deze ervaring gaf hem de vaardigheid van deze artistieke discipline, en al op zeer jonge leeftijd begon hij aan een carrière in de muziek waar hij afstudeerde met een diploma met fluitinstrumenten aan de Veracruzaanse Universiteit. Hij is de componist van de hymne van de Partij van de Democratische Revolutie waarvoor hij in 1997 een wedstrijd won voor de creatie ervan. Hij won ook de eerste plaats in een populaire compositiewedstrijd in de Staat Veracruz, hij heeft verschillende keren fluit gedoceerd aan de Faculteit Muziek van de Veracruzaanse Universiteit, en gaf muziekles aan de Internationale School van Kuala Lumpur in Maleisië in 1995.
Zijn kennismaking met orkestdirectie heeft hem ertoe gebracht lessen en cursussen te volgen, zowel in groepsverband als individueel, bij verschillende van de belangrijkste maestro's van Mexico, zoals: Francisco Savín, Jorge Mester, Fernando Lozano, Enrique Bátiz, Fernando Ávila, Gordon Campbell, en anderen in het buitenland, zoals: Earl Benson, Jens Nigard, en Harry Shenawolf en Jorma Panula.

### Carrière
In 2000 vormde hij het symfonieorkest "Eduardo Hernández Moncada" en in 2001 kreeg hij de positie van chef-dirigent van de Xalapa Symphony Orchestra waarmee hij verschillende evenementen in heel Mexico en de Verenigde Staten heeft bijgewoond.
Hij heeft de concerten in de belangrijkste concertzalen van de stad Xalapa hervat door "Los conciertos de Primavera" te dirigeren, waaraan gastdirigenten en solisten uit Mexico en het buitenland hebben deelgenomen in programma's die zowel het klassieke repertoire van de fanfare als jazz en hedendaagse muziek omvatten, en zich ook hebben gewaagd aan zarzuela, opera en koorrepertoire. Hij heeft meer dan 50 transcripties en arrangementen voor fanfare en symfonieorkest gemaakt.
Hij is herhaaldelijk door de Consejo Nacional para la Cultura y las Artes (CONACULTA) (Nederlands: de Nationale Raad voor Cultuur en Kunsten) uitgenodigd om als docent op te treden in de nationale cursussen orkestdirectie en symfonisch orkest, en heeft als gastdirigent de volgende ensembles gedirigeerd: La Orquesta Filarmónica de Tamaulipas, La Orquesta de Música Popular de la U.V, La Banda Sinfónica de Oaxaca, La Banda Sinfónica Juvenil Nacional, en het Orquesta Sinfónica de Xalapa.
Momenteel is hij eerste gastdirigent van het Orquesta de Cámara de Xalapa en dirigent van het Orquesta Sinfónica Juvenil "Daniel Ayala" van de Escuela Municipal de Bellas Artes (EMBA). Ook is hij dirigent van het Orquesta Universitaria de Música Popular de la Universidad Veracruzana en assistent-dirigent van het Orquesta Sinfónica de Xalapa.